# Johannes Knust
Johannes Knust (* 31. März 1904 in Crawinkel, Kreis Eckartsberga; † 1982) war ein deutscher Jurist und Politiker der NSDAP. Er war von 1935 bis 1945 Landrat im preußischen Landkreis Jerichow II mit Amtssitz in Genthin.

## Leben und Wirken
Er war der Sohn des damaligen evangelischen Pastors und späteren Schulrats Knust in Torgau. Er besuchte u. a. die Gymnasien in Nimptsch (Schlesien) und Strehlen. Nach dem Abitur studierte er Rechtswissenschaften. 1927 promovierte er an der Universität Jena zum Dr. jur. Das Thema seiner juristischen Dissertation lautete Die strafrechtliche Bedeutung des Eides im deutschen Reichsstrafgesetzbuch und im Strafgesetzentwurf von 1927. Danach schlug er eine Beamtenlaufbahn ein, wurde am 23. März 1931 zum Assessor und später zum Regierungsrat ernannt. Als solcher war er zunächst beim Oberpräsidium in Kiel tätig. Bereits zum 1. November 1932 war er der NSDAP beigetreten (Mitgliedsnummer 1.391.478). Im August 1935 wurde ihm zunächst vertretungsweise das Amt des Landrats im preußischen Kreis Jerichow II in der Provinz Sachsen übertragen. Mit Wirkung vom 1. April 1936 übernahm er endgültig diese Funktion. Während seiner Amtszeit fanden im November 1938 die Gewaltaktionen gegen Juden im Kreisgebiet statt. Nach Auflösung der preußischen Provinz Sachsen zum 1. Juli 1944 gehörte der Kreis Jerichow II zur neuen Provinz Magdeburg, Regierungsbezirk Magdeburg. Er war Mitglied mehrerer Aufsichtsräte und Vorstände. Knust blieb bis gegen Ende des Zweiten Weltkrieges 1945 im Amt.

## Publikationen
- Die strafrechtliche Bedeutung des Eides im deutschen Reichsstrafgesetzbuch und im Strafgesetzentwurf von 1927. Thüringische Landesuniversitat Jena, 1927.